# Frau Berlinermauer
Frau Berlinermauer er en dansk kortfilm fra 2009, der er instrueret af Julia Herskovits.

## Handling
Denne artikel mangler et handlingsreferat. Hjælp os med at skrive det.